# 扶助駅
扶助駅（プジョえき）は、大韓民国慶尚北道慶州市にある韓国鉄道公社東海線および槐東線の駅である。
現在は信号場であり、停車する旅客列車はない。

## 歴史
- 1918年12月28日：配置簡易駅として開業。
- 1945年7月10日：標準軌に改軌。
- 1972年7月20日：無配置簡易駅に降格[1]。
- 1985年11月25日：普通駅に昇格[2]。
- 1992年6月22日：配置簡易駅に降格[3]。
- 2004年12月10日：無配置簡易駅に降格[4]。
- 2007年6月1日：旅客営業中止。
- 2013年11月7日：釜山鎮起点132.8kmに変更[5]。
- 2015年2月24日：信号場に格下げ[6]。
- 2016年12月30日：釜山鎮起点132.1kmに変更[7]。
- 2021年12月28日：槐東線の起点が孝子駅から当駅に変更[8]。

## 隣の駅
韓国鉄道公社
東海線
安康駅 - 扶助駅 - 浦項駅
槐東線
扶助駅 - 孝子駅